# فرانز فون شتوك
فرانز فون شتوك (بالألمانية: Franz von Stuck) (و. 1863 – 1928 م) هو نَحّات، ورسام، وأستاذ جامعي، ومهندس معماري من ألمانيا. ولد في Tettenweis.
شارك في ألعاب أولمبية صيفية 1928 .
توفي في ميونخ.

## التعليم
تعلم في Academy of Fine Arts, Munich

## أعمال بارزة

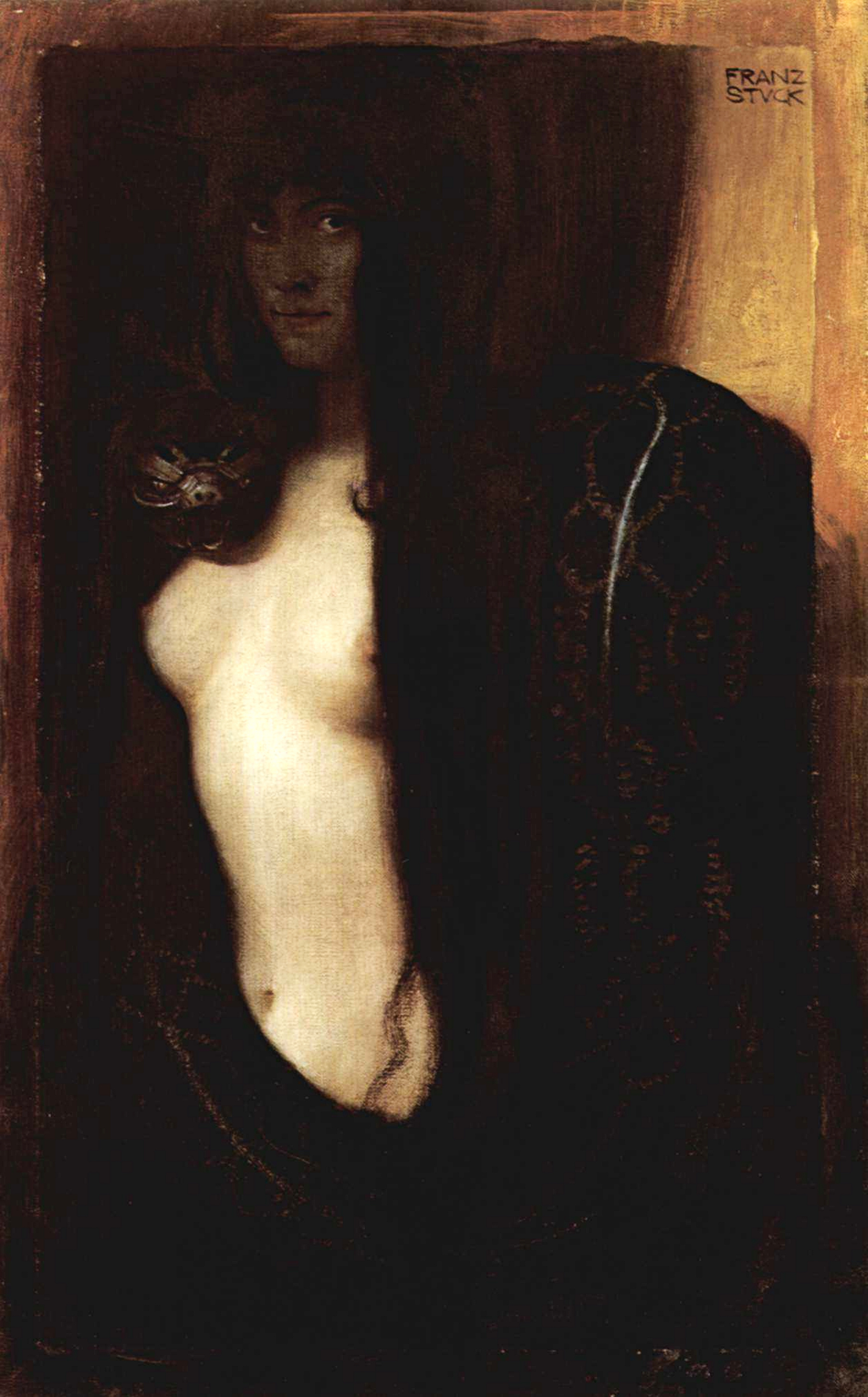
الخطيئة بريشة فرانز فون ستوك. متحف بيناكوتيك ميونيخ ، ألمانيا.

من أهم أعماله:
- Salome.

## روابط خارجية
- فرانز فون شتوك على موقع الموسوعة البريطانية (الإنجليزية)
- فرانز فون شتوك على موقع ميوزك برينز (الإنجليزية)
- فرانز فون شتوك على موقع ديسكوغز (الإنجليزية)
- فرانز فون شتوك على موقع أوليمبيديا (الإنجليزية)